# Edward William Charles Noel
Edward William Charles Noel (* 14. April 1886; † 10. Dezember 1974) war ein britischer Spionageoffizier, der nach dem Waffenstillstand von Moudros in Ostanatolien aktiv war.
Noel trat 1908 in die British Indian Army ein. Er diente als Offizier und Spion in Georgien, Aserbaidschan und Mittelasien. 1915 wurde er zum Konsul in der iranischen Stadt Ahvaz ernannt. In seiner vierjährigen Dienstzeit dort fand er Gelegenheit Forschungen über die ethnischen Wurzel der Bevölkerung der Gegend anzustellen. Im Iran lernte er auch die kurdische Sprache. Nach dem Waffenstillstand von Moudros wurde zum britischen Spionagekommissar in Bagdad ernannt. Am 12. März 1919 erhielt er den Auftrag, in den kurdischen Gebieten Untersuchungen anzustellen. Er traf sich mit den kurdischen Stammesführern in den östlichen osmanischen Vilayets. Am 13. Juni 1919 schlug der britische Kommissar in Bagdad, Oberst Arnold Wilson, London vor, Aktionen zu unternehmen, um ein Kurdistan unter britischer Schirmherrschaft zu gründen.
Major Noel reiste am 3. Juli 1919 von Bagdad nach Istanbul und traf sich mit dem britischen Staatssekretär des Hochkommissars Thomas Hohler und kurdisch-nationalistischen Führern der Kürdistan Teali Cemiyeti. Noel bekam vom osmanischen Innenminister Âdil Bey ein Dokument, das ihm erlaubte aus allen osmanischen Poststationen verschlüsselte Telegramme zu verschicken. Noel hatte den Auftrag, nach Sivas zu reisen und dort Mustafa Kemal festzunehmen und so den Kongress von Sivas zu sprengen. So würde er den britischen Interessen dienen.
Hohler schrieb am 21. Juli 1919 in einem Brief an seinen Kollegen Telley im Außenministerium, dass er sich mit Noel in Istanbul getroffen habe, dass Noel ein kurdischer Lawrence sein wolle, dass eine britische Herrschaft in Mesopotamien sicher sei und dass wegen der östlichen Grenze ein gutes Auskommen mit den kurdischen Stämmen erforderlich sei. Außerdem sagte Hohler weiter, dass Noel trotz der Entscheidung, alleine und getrennt von den Kurden ins kurdische Gebiet zu reisen, mit seiner Uniform zu einer Sitzung des kurdischen Clubs gegangen sei und so nicht verantwortungsvoll handele.
Admiral Somerset Gough-Calthorpe schrieb am 10. Juni an Lord Curzon, dass Noel alleine und getrennt von den anderen Kurden ins Gebiet reisen werde, um keine Aufmerksamkeit zu erregen, und dass er das Volk gegen Mustafa Kemal Pascha aufwiegeln werde. Noel traf sich mit den kurdischen Aufständischen in Aleppo, sammelte dort bewaffnete Stammesleute um sich und ging nach Malatya. Dort begegnete er der Gruppe des Mutasarrıf (Verwalter eines Sandschaks) von Malatya, Halil Bey, und dem Gouverneur (türk.: Wali) von Harput Ali Galip Bey. Doch ihr Vorhaben wurde aufgedeckt, so dass sie dann auf Befehl Mustafa Kemals von türkischen Soldaten, die seiner Bewegung treu waren, verfolgt wurden. Noel, Ali Galip und die übrigen flohen Richtung Kâhta.
In einem Telegramm, das er am 19. September 1919 von Urfa an den britischen Hochkommissar in Istanbul sendete, sagte er, dass die kurdischen Stämme eine britische Besatzung begrüßen würden, dass die Bevölkerung zu Hälfte aus Kurden bestehe und dass die Kurden, wenn in ihren Gebieten einen kurdischen Wali ernannt würde, diesem gehorchen würden und Freunde der Regierung ihrer Majestät werden würden. Am 21. Dezember 1919 erhielt er den Rang eines Majors. Noel blieb noch bis 1938 im Gebiet. Er starb 1974.
Noel war seit 1919 Träger des Distinguished Service Order.

## Privates
Noel war zweimal verheiratet. 1923 heiratete er Katherine Florence Ross und 1954 Simone Corbiau.

## Werke
- Kürdistan 1919 – Binbaşı Noel’in Günlüğü (Kurdistan 1919 – Major Noels Tagebuch), Verlag Avesta, 1. Aufl. 1999, ISBN 975-7112-60-7